# Sun City
Sun City je prázdninové letovisko v Jihoafrické republice nedaleko města Rustenburg (Severozápadní provincie). Založil ho v roce 1979 milionář Solomon Kerzner na území formálně nezávislého bantustanu Bophuthatswana, kde neplatily jihoafrické zákony zakazující hazardní hry. V Sun City se nacházejí četná kasina, luxusní hotely a zábavní parky, konají se zde kulturní a sportovní akce. V letech 1992–1995 a 2001 hostilo město soutěž Miss World.
V roce 1984 se Ivan Lendl zúčastnil tenisové exhibice v Sun City. Za porušení bojkotu apartheidního režimu byl odsouzen k vysoké pokutě a rok nesměl nastoupit v Davis Cupu.

## Externí odkazy

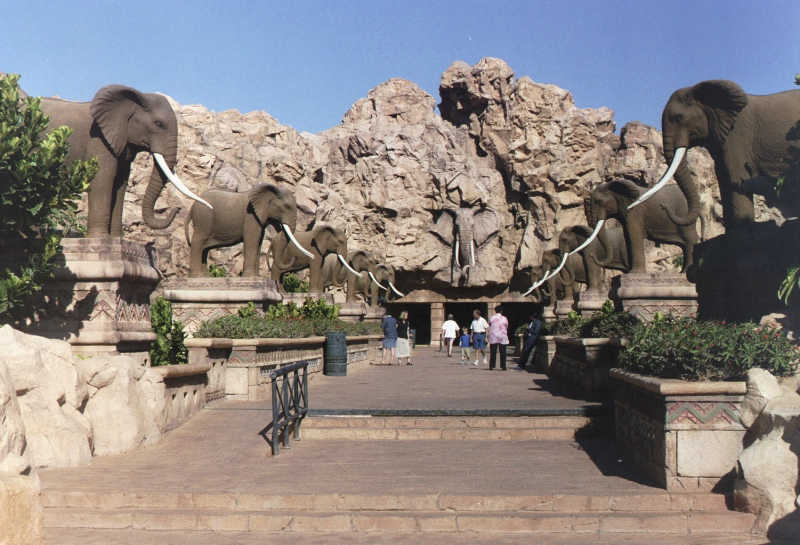
Most času